# Chiesa di San Giorgio Martire (Campolongo Tapogliano)
La chiesa di San Giorgio Martire è la parrocchiale di Campolongo al Torre, in provincia di Udine ed arcidiocesi di Gorizia; fa parte del decanato di Visco.

## Storia
La prima citazione di una chiesa a Campolongo al Torre risale al 1362.
Alla fine del XVII secolo si decise di edificare una nuova chiesa sul luogo della precedente, che venne demolita nel 1696. La prima parte del nuovo edificio ad essere costruita fu il presbiterio, ma, dopo poco tempo, i lavori si interruppero. La costruzione della nuova parrocchiale riprese solo nel 1715 e terminò nel 1734. La chiesa fu consacrata il 28 aprile 1736 dal patriarca di Aquileia Daniele Dolfin.
Tra il 1755 e il 1770 fu costruito il campanile. Nel 1800 venne ricostruita la sacrestia e, nel 1865, fu affrescato il soffitto della navata.

## Descrizione

### Esterno
La facciata a capanna della chiesa, rivolta a sud-est e intonacata, è tripartita da quattro lesene tuscaniche sorreggenti il timpano triangolare e presenta, oltre al portale maggiore sovrastato da una finestra rettangolare, quattro nicchie.

### Interno
All'interno della chiesa, composto da una sola navata, sono conservati un dipinto su tela del 1633 di Gasparo Cordobense e una pala raffigurante San Luigi, dipinta nel 1752. 